# Gottfried Acidalius
Gottfried Acidalius, auch Gottfried Acidalius von Habichtsthal (* um 1610 in Perleberg; † 1665) war ein deutscher Mediziner und Leibarzt mehrerer Fürsten.

## Leben
Gottfried Acidalius stammte aus einer Gelehrtenfamilie der Mark Brandenburg, die auf den Wittstocker Pastor Heinrich Havekenthal/Hauckenthal († 1583), seinen Großvater, zurückgeht. Er war ein Sohn des Perleberger Arztes Christian Acidalius (1576–1631); der Humanist Valens Acidalius war sein Onkel. Ab 1628 studierte er (gemeinsam mit seinen Brüdern Lorenz und Christian) Humanmedizin an den Universitäten Rostock, Königsberg (1631) und später in Wittenberg. Ein weiterer jüngerer Bruder war der Berliner Kammergerichtsrat Heinrich von Habichtsthal († 1686). 1634 bestand Gottfried Acidalius sein Examen in Rostock mit einer Disputation über Apoplexie unter Simon Pauli (dem Jüngeren). Es folgte eine Reihe von Studienreisen mitten im Dreißigjährigen Krieg; aus dieser Zeit sind 90 Blätter aus seinem studentischen Stammbuch (Album Amicorum) mit Einträgen aus Rostock, Lübeck, Groningen und Königsberg in der Uffenbach-Wolfschen Briefsammlung der Staats- und Universitätsbibliothek Hamburg überliefert. Als Acidalius 1640 in Wittenberg unter Vorsitz von Marcus Banzer zum Dr. med. promoviert wurde, war er bereits Leibarzt des Herzogs Joachim Ernst von Holstein-Plön. Er praktizierte in Lübeck und ging dann nach Brandenburg, wo er Kurbrandenburgischer Rat und Leib-Medicus von Kurfürst Friedrich Wilhelm wurde. Eine Zeitlang war er auch brandenburgischer Resident in der Reichsstadt Lübeck.
1647 erwarb er das Gut Zaatzke in der Prignitz. Er war Hofpfalzgraf und wurde mit Diplom vom 12. Oktober 1661 mit dem Prädikat von Habichtsthal in den Reichsadelstand erhoben.
1641 heiratete er in Lübeck Dorothea Hübener. Der Sohn des Paares Valentin Acidalius von Habichthal (* vermutlich 1642 in Lübeck; † 1676) erbte Zaatzke; dessen Sohn Gottfried Valentin Acidalius von Habichtsthal († 1710) musste es verkaufen und verstarb entmündigt. Es ist unklar, ob der aus Havelberg stammende Georg Beuchel, 1710 ebenfalls als von Habichtsthal nobilitiert, der den Herzögen von Mecklenburg-Schwerin als Gesandter am russischen und preußischen Hof diente und 1730 als kaiserlich russischer Oberzeremonienmeister starb, ein Nachkomme (über eine Tochter?) von Gottfried Acidalius war.

## Werke
- Disputatio Medica de Apoplexia. Rostock 1634 (Digitalisat)
- Disputatio Medica Inauguralis De Auditione Laesa. Wittenberg 1640 (Digitalisat)